# 格蘭德維尤 (印地安納州)
格蘭德維尤（英語：Grandview）是一個位於美國印地安納州斯潘塞縣的城鎮。

## 人口
根據2010年美國人口普查的數據，格蘭德維尤的面積為2.49平方千米，當中陸地面積為2.49平方千米，而水域面積為0.00平方千米。當地共有人口749人，而人口密度為每平方千米301人。